# 电子衍射
电子繞射，是指电子在通过某些障碍物时发生衍射的现象。因为波粒二象性的存在，电子也可被当做是波，从而也能产生衍射现象。电子的波长满足德布罗意波长公式：
{\displaystyle \lambda ={\frac {h}{p}}}
h表示普朗克常数，p表示动量。由于电子的动量较光子大得多，因而其波长也短得多。所以想使电子发生衍射时就需要更微小的障碍物，实验上一般是采用晶体。另外，正是由于电子比光子更难发生衍射，电子显微镜的分辨率比光学显微镜的更高。
当电子波穿过晶体的时候，被晶体中的原子散射，散射的电子波互相之间干涉所产生的现象就是电子衍射。晶体中每个原子均会对电子进行散射，使得波长和方向发生变化。并且部分电子会与晶体中的原子发生能量交换作用，若电子波长发生变化，则称为非弹性散射；若没有波长变化，则称为弹性散射。
电子衍射的图像一般是该图像呈现规则的斑点，衍射图像是由同心圆组成的。多晶的是一系列规则的同心圆，而非晶的是由分散的同心圆组成的。
电子衍射是最经常用于固体物理和化学研究固体的晶体结构。实验通常是在透射电子显微镜（TEM）或扫描电子显微镜（SEM），为电子背散射衍射进行。电子衍射用来做物相鉴定、测定原子位置等。与X射线相比，电子更容易被物体吸收，所以更加精确，适合于研究微薄膜、小晶体。

## 电子衍射的历史

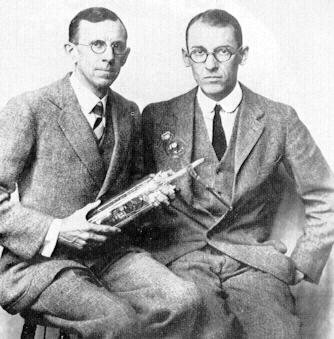
克林顿·戴维森（左边）和雷斯特·革末（右边），1927 年。戴维森手中拿着电子衍射实验。

在1924年提出的德布罗意猜想，预计粒子也应该表现为波。1927年，贝尔实验室的克林顿·戴维森（Clinton Joseph Davisson）和雷斯特·革末( Lester Halbert Germer)在观察镍单晶表面对能量为100电子伏的电子束进行散射时,发现了散射束强度随空间分布具有不连续性，实质上就是电子的衍射现象。几乎与此同时，乔治·汤姆森(George Paget Thomson)用能量为2万电子伏特的电子束穿过多晶薄膜做实验时,也观察到衍射现象。电子衍射的发现证实了德布罗意提出的电子具有波动性的理论。

## 电子衍射装置
传统的电子衍射装置，从阴极发出的电子被加速后经过阳极的光栅孔和透镜到达试样上，被试样衍射后在荧光屏上形成电子衍射图样。由于物质（包括空气）能够吸收电子，故该实验需要置于真空中进行。若电子的加速电压为数万伏至十万伏，这种称为高能电子衍射。若电子加速电压为数千甚至数十伏，这种装置称低能电子衍射装置。